# Trishuli
De Trishuli is een van de belangrijkste zijrivieren van het Narayani-stroomgebied in centraal Nepal.
De rivier komt oorspronkelijk uit Tibet als een stroom en komt Nepal binnen in Gyirong Town.